# Paul Höchstädter

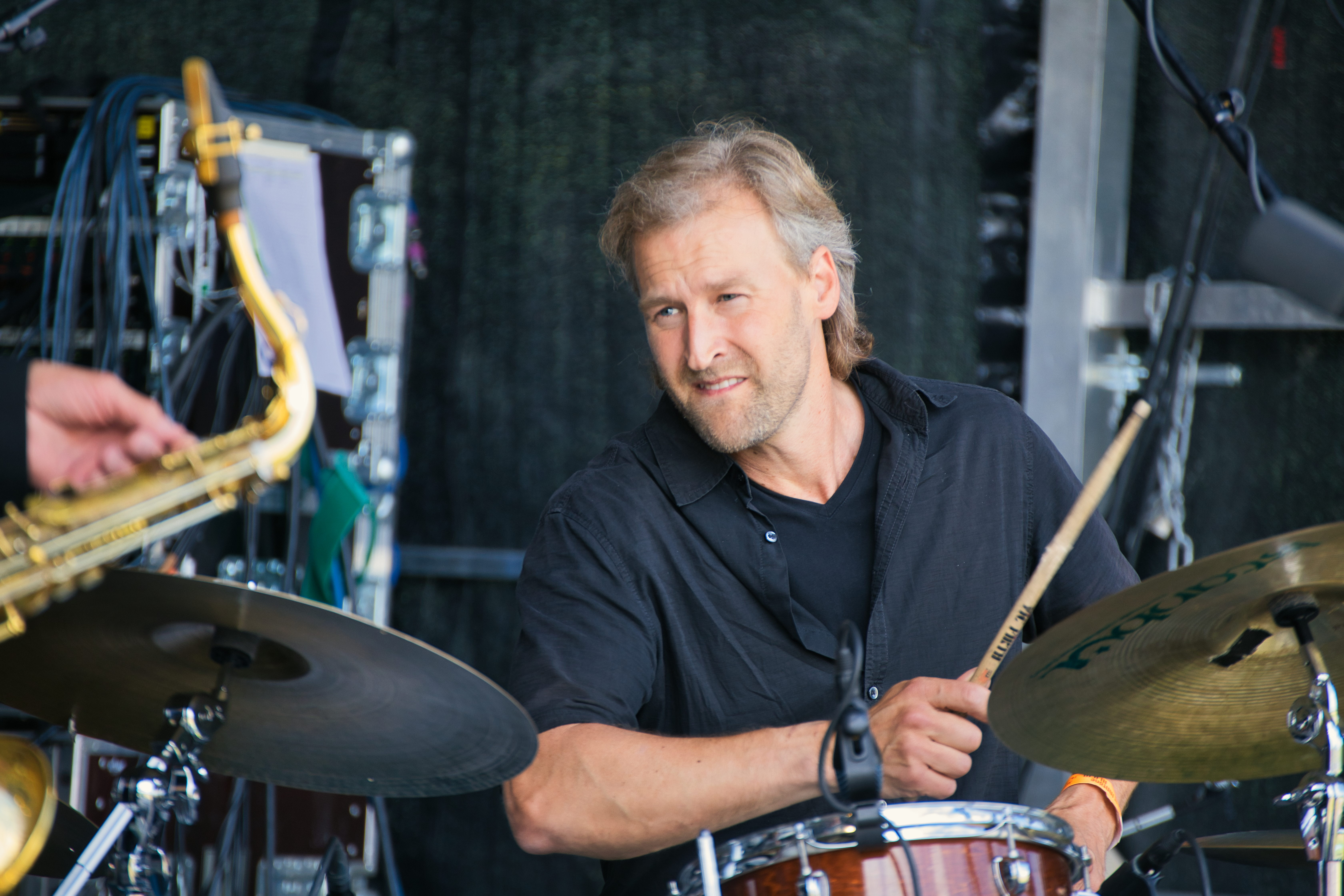
Paul Hochstädter auf dem INNtöne Jazzfestival 2021

Jean Paul Höchstädter (* 27. August 1973 in Nürnberg) ist ein deutscher Schlagzeuger des Modern Jazz.

## Leben und Wirken
Höchstädter, der bereits als Kind begeistert trommelte, erhielt früh ein eigenes Schlagzeug. Mit zehn Jahren begann er mit dem Unterricht und spielte bald in zahlreichen Bands. Mit fünfzehn Jahren begeisterte er sich nach dem Besuch von Jazz Ost-West für den Jazz. Er studierte zunächst am Hermann-Zilcher-Konservatorium in Würzburg bei Billy Elgart, um seine Studien dann bei Holger Nell in Berlin bis zum Diplom im Jahr 2000 fortzusetzen.
Höchstädter spielte schon als Jugendlicher in vielen Bigbands und Combos, etwa dem Bayerischen Landes Jugend Jazzorchester unter Harald Rüschenbaum und dem Summit Jazz Orchestra. Später, während und nach dem Studium dann mit der RIAS Big Band, der NDR-Bigband, der WDR Bigband und der SWR Bigband, dem Concert Jazz Orchestra Vienna, Sunday Night Orchestra, der Bobby Burgess Bigband Explosion und den Orchestern von Al Porcino und Thilo Wolf und Ed Partyka. Seit Januar 2007 ist er fester Schlagzeuger der hr-Bigband und in deren Rahmen an vielen Produktionen (unter anderem mit Joe Lovano, Branford Marsalis, Jean Luc Ponty, Lionel Loueke, Patti Austin) beteiligt. Weiterhin gehört er zu den Gruppen von Axel Schlosser, Windstärke 4 und Hubert Winter, mit denen er auch aufnahm. Er arbeitete auch als Begleiter von Clark Terry, Jiggs Whigham, Bobby Shew, Till Brönner, James Morrison, Ack van Rooyen, Greetje Kauffeld und vielen weiteren.